# Jabir ibn Abdullah al-Ansari
Pour les articles homonymes, voir al-Ansari.
Jabir ibn Abdullah al-Ansari (vers 606-697)  est connu pour être un compagnon du prophète de l'islam Mahomet ainsi que par ses descendants, les imams chiites.

## Biographie

### L'ère Mahomet
Jabir ibn Abdullah al-Ansari a épousé l'islam lorsqu'il était encore un jeune garçon. Sa participation à la bataille de Badr est contestée par certains historiens mais il est connu pour avoir combattu en 19 combats (dont Badr) sous le commandement de Mahomet et était un Sahaba de confiance. Il fut également présent lors de la conquête de La Mecque.

#### La bataille d'Uhud
Dans la bataille de Uhud, Jabir n'a pas été autorisé par son père de prendre part au Djihad. Jabir avait sept sœurs (certains historiens disent neuf) et son père voulait qu'il prenne soin de sa famille. Donc, au lieu de combattre, Jabir servit les soldats assoiffés. 
Abdullah (le père de Jabir) fut tué durant la bataille de Uhud avec son beau-frère, Amr ibn Jamu, tous deux ayant presque 100 ans d'âge chacun.

### L'ère de Abu Bakr as-Siddiq
Selon une tradition chiite, il aurait refusé de prêter allégeance à Abu Bakr.

### L'ère de 'Ali ibn Abi Talib
Il combattit à la bataille du chameau, de Siffin et de Nahrawân sous les ordres de 'Ali ibn Abi Talib.

### L'ère de Yazid Ier
En raison de son âge avancé, Jabir fut incapable de participer à la bataille de Kerbala (le 10 octobre 680) où le petit-fils de Mahomet, Al-Hussein ibn Ali, trouva la mort.
Selon les sources islamiques, Jabir ibn Abdullah Ansari était le premier individuel qui a vu la tombe d’Imam Hossein.

### L'ère de 'Abd al-Malik
C'est au cours de cette période que Jabir raconte de nouveau la parole de Omar interdisant le mariage temporaire. Jabir eut une longue vie mais il fut empoisonné par al-Hajjaj ben Yusef[réf. nécessaire] et fut enterré à Ctésiphon près de Bagdad sur les rives du Tigre. Il mourut en 697 (78 AH) à l'âge de 94 ans.[réf. souhaitée]